# Саливан (Мисури)
Саливан (енгл. Sullivan) град је у америчкој савезној држави Мисури.

## Демографија
По попису из 2010. године број становника је 7.081, што је 730 (11,5%) становника више него 2000. године.
| Група             | 2000.         | 2010.         |
| Белци             | 6.186 (97,4%) | 6.795 (96,0%) |
| Афроамериканци    | 13 (0,2%)     | 16 (0,2%)     |
| Азијати           | 35 (0,6%)     | 30 (0,4%)     |
| Хиспаноамериканци | 76 (1,2%)     | 157 (2,2%)    |
| Укупно            | 6.351         | 7.081         |